# Xpectation (Album)
Xpectation (ausgesprochen wie „expectation“, englisch für Erwartung) ist das 26. Studioalbum des US-amerikanischen Musikers Prince, wobei er alle Songs arrangierte, komponierte und produzierte. Das Album trägt als Untertitel den Namen „New Directions in Music from Prince“ (englisch für „Neue Wege in der Musik von Prince“) und er veröffentlichte es am 1. Januar 2003 bei seinem eigenen Label NPG Records; es war ausschließlich als Download für registrierte Mitglieder seiner damaligen Website erhältlich. Xpectation ist Prince’ erstes Instrumentalalbum und kann als Konzeptalbum bezeichnet werden, weil alle Songtitel mit dem Anfangsbuchstaben „X“ beginnen.
Die Musik zählt zu den Genres Contemporary R&B, Funk, Jazz und Rock, als Gastmusikerinnen wirken Candy Dulfer und Vanessa-Mae mit. Prince veranstaltete keine nennenswerte Musikpromotion für Xpectation und da es in den internationalen Musikcharts nicht geführt wurde, hatte es keine Möglichkeit, Gold- oder Platinstatus zu erreichen. Musikkritiker bewerteten das Album meist negativ.

## Entstehung

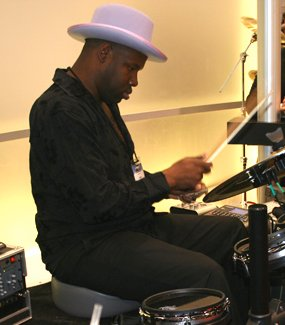
John Blackwell, 2009

Alle Songs spielte Prince auf Gitarre und Keyboard mit Schlagzeuger John Blackwell (* 9. September 1973; † 4. Juli 2017) und Bassistin Rhonda Smith im Herbst 2001 in seinem Paisley Park Studio in Chanhassen in Minnesota ein. Candy Dulfer und Vanessa-Mae fügten ihre Parts Anfang Dezember 2001 ein, ebenfalls im Paisley Park Studio. Bevor Mae ihre Parts hinzufügte, bat Prince, sie möge sich sowohl einige Alben von der bedeutenden Jazz- und Fusion-Band Weather Report anhören als auch das Album Head Hunters (1973) von Herbie Hancock. Mit Mae arbeitete er weder zuvor noch im weiteren Verlauf seiner Karriere zusammen. Am 19. Februar 2002 ließ Prince alle Songs von Xpectation offiziell urheberrechtlich schützen.
Als Prince vom 21. Juni bis zum 28. Juni 2002 sieben Konzerte in seinem Paisley Park Studio absolvierte, kündigte er ein neues Album mit Namen Xenophobia an, die nur registrierte Mitglieder seiner damaligen Website NPG Music Club.com herunterladen könnten. Doch kurz vor der Veröffentlichung am 1. Januar 2003 strich er das Titelstück von der Tracklist und benannte das Album in Xpectation um. Möglicher Grund seiner Entscheidung könnte gewesen sein, dass er das Stück Xenophobia bereits auf seinem Album One Nite Alone  … Live! fünf Wochen zuvor im November 2002 herausgebracht hatte.
In Prince’ musikalischer Karriere fällt auf, dass er nach dem Tod seines Vaters John L. Nelson am 25. August 2001, abgesehen von One Nite Alone  … Live!, ausschließlich Alben herausbrachte, die von der Musikrichtung Jazz und von Klavierspiel dominiert werden. Dazu zählen The Rainbow Children (Oktober 2001), One Nite Alone (Mai 2002), Xpectation und C-Note (beide Januar 2003) sowie N.E.W.S (Juni 2003). John L. Nelson war in seiner Freizeit mit seiner Band The Prince Rogers Trio auf lokaler Bühne in Minneapolis als Jazz-Pianist aufgetreten. Aber das Verhältnis zwischen ihm und Prince galt mitunter als schwierig; phasenweise hatten die beiden keinen Kontakt zueinander und Prince nahm auch nicht an der Beerdigung seines Vaters am 31. August 2001 in Minneapolis teil.
Prince vermarktete Xpectation nicht und ließ dem Album auch keine Tournee folgen. Generell spielte er auf seinen Livekonzerten lediglich das Titelstück oder Xemplify, was in seiner Karriere aber äußerst selten der Fall war.

## Gestaltung des Covers
Zwei Wochen nach der Veröffentlichung von Xpectation wurde auf seiner damaligen Website NPG Music Club.com ein Albumcover online zur Verfügung gestellt, das von Sam Jennings entworfen wurde. Jennings arbeitete von 1998 bis 2007 mit Prince zusammen und war anfangs als Webmaster für dessen Websites zuständig, später auch als Artdirector für Schallplattencover wie beispielsweise Musicology (2004), 3121 (2006) und Planet Earth (2007).
Das Albumcover zeigt Fotos von Prince und seinen Bandmitgliedern „in Wort-Collage-Kunst mit Definitionen der Songtitel“, wie Jennings sagte. Die Kunst solle „den Freeform-Jazz-Stil der Musik widerspiegeln“. Beispielsweise sind auf dem Frontcover Nachrichten in orangenfarbener Schrift zu lesen, wie „1. The act or an instance of xhaling“ („1. Die Handlung oder der Vorgang des Ausatmens“), „2. Something, such as air or vapor that is xhaled“ („2. Etwas, wie Luft oder Dampf, das ausgeatmet wird“), „The feeling that something is about to happen“ („Das Gefühl, dass etwas bald passieren wird“), „The xpected value of a random variable“ („Der Erwartungswert einer Zufallsvariablen“) oder „wishing with confidence of fulfillment“ („Wünsche mit Vertrauen auf Erfüllung“).
Abgesehen von den Fotos von Prince, Candy Dulfer, John Blackwell, Rhonda Smith und Vanessa-Mae ist auch eins von Keyboarder Renato Neto zu sehen, der auf Xpectation aber gar nicht mitwirkt und von Prince erst nach den Albumaufnahmen in seine Begleitband The New Power Generation integriert wurde. Gemäß Jennings habe Prince ihn aber darum gebeten, ein Foto von Neto „im gleichen Stil zu machen“, damit „es zu den anderen“ passe.

## Musik

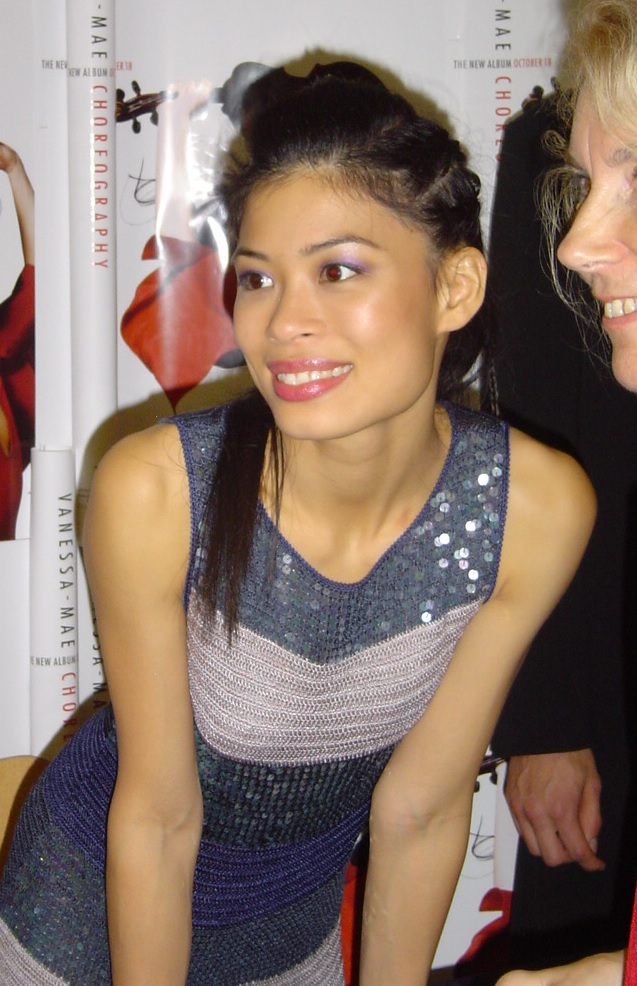
Vanessa-Mae, 2004

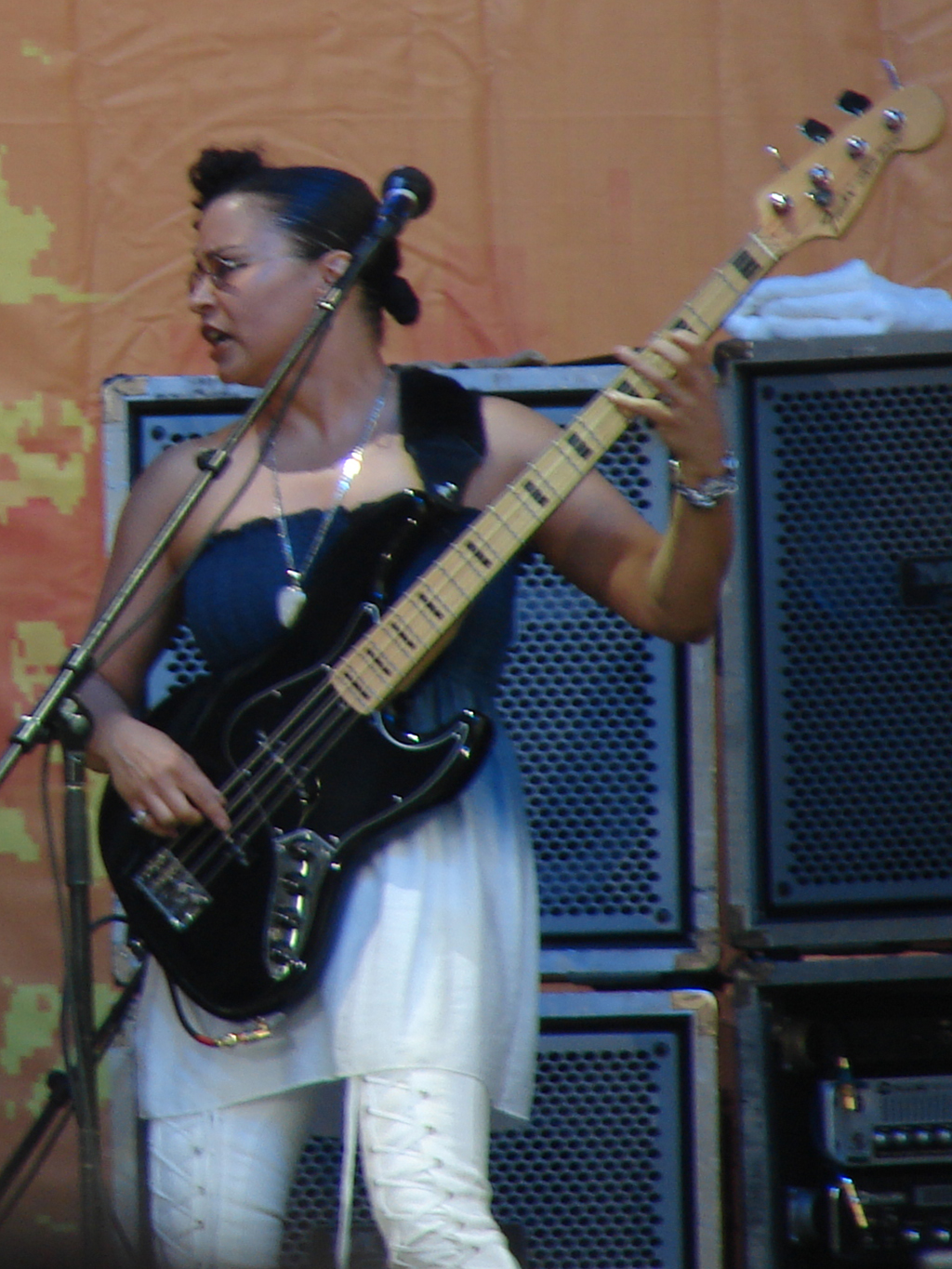
Rhonda Smith, 2009

Die Musik verschmilzt die Genres Contemporary R&B, Jazz und Funk mit Einflüssen von Rock, wobei Prince straff strukturierte Songs zuweilen Jamsession-artig miteinander kombiniert. Funk-orientierte Stücke sind Xpand und Xpectation, auf Blues basiert Xemplify, langsame, verträumte und atmosphärische Songs sind Xcogitate, Xhalation sowie Xogenous, opulent und romantisch Xosphere und Xotica. Das letzte Stück Xpedition ist der am meisten von Jazz dominierte Albumsong. In vielen Stücken wechseln sich scharf gespielte Saxophonriffs mit Instrumentalsoli ab. Die Beiträge von Vanessa-Mae wirken jedoch meist dekorativ, anstatt vollständig in der Musik integriert zu sein.
Die Produktion ist von Prince konventionell gestaltet, seine Arrangements sind überwiegend live instrumentiert, inklusive Akustik-Schlagzeug. Prince’ harsch verzerrter Gitarrensound steht oftmals im Kontrast zu den anderen Instrumenten.
1. Xhalation
Der Opener ist ein verträumtes und von New Age beeinflusstes Stück, bei dem das Violine-Spiel von Mae prominent im Vordergrund steht. Ein sanft pulsierendes E-Piano begleitet ihre aufsteigende, high-pitched gestimmte Violine, die eine melancholisch wirkende Melodie spielt. Mit 2:03 Minuten ist der Opener jedoch eher eine Ouvertüre als eine vollständig entwickelte Komposition.[1]
2. Xcogitate
Das Stück führt die ruhige und gelassene Stimmung des Eröffnungssongs mit dem gleichen Keyboard-Sound fort, jedoch von Bass, Saxophon und sanften Brush-Drums begleitet. Der Bass und das Saxophon greifen ein absteigendes Motiv auf, das die Grundlage für die Soli der Instrumente bildet.[1]
3. Xemplify
Der Song beginnt mit einem schnellen, nahezu fröhlich wirkenden Riff, gespielt von Saxophon, E-Piano und Violine. Das Segment, das um das Riff aufgebaut ist, wechselt sich mit einem bluesigen Teil ab, der eine eindringliche, treibende Bassfigur zeigt.[8]
4. Xpectation
Das Titelstück führt die Musik in eine funkigere Richtung, fokussiert auf sehr aktiven Schlagzeugspiel von John Blackwell. Der Song besitzt einen zuweilen unstrukturierten Jam-Charakter, bei dem Prince mit Gitarrenspiel improvisiert. Mit dem Saxophon in der Hauptrolle entwickelt sich Xpectation in der Mitte zu einer stark synkopierten Nummer, wobei die Spontaneität und das Jam-artige Ambiente erhalten bleiben.[8]
5. Xotica
Der Track kehrt zu dem hallenden E-Piano und der entspannten Atmosphäre der beiden Eröffnungssongs zurück. Das Stück verleiht das Gefühl einer romantischen, wehmütigen Ballade. Obwohl der Song „Exotik“ heißt, ist im Stück nichts exotisches im Sinne von ungewöhnlichen Harmonien oder musikalischen Elementen zu finden. Stattdessen ist es dem Genre Easy Listening zuzuordnen, wobei Candy Dulfer sanftes und beruhigend wirkendes Saxophonspiel beisteuert.[8]
6. Xogenous Rhonda Smith, 2009
Die Nummer ist ein ebenfalls entspannt wirkender Song, der an eine Fortsetzung des Openers Xhalation erinnert; Vanessa Maes Violinspiel wird von dem Sound eines hallenden E-Pianos untermalt. Bass und Schlagzeug setzen ein, und der Song entwickelt sich zu einem schnellen, fließenden Stück. Dulfer liefert ein weiteres Saxophon-Riff und Prince spielt jazzige Rhythmusgitarren-Einlagen. Der Song endet, wie er begonnen hat: Ausschließlich Keyboard und Violine sind zu hören.[8]
7. Xpand
Das Stück beginnt mit dem knisternden Geräusch einer Schallplattennadel und ist der funkigste Song des Albums; ein rhythmischer Groove, der zuweilen an den Song Head (1980) aus Dirty Mind erinnert. Xpand verleiht eine düstere Stimmung und Eindringlichkeit, die in der Mehrzahl der anderen Albumsongs nicht vorhanden ist. Ähnlich wie Xpectation besitzt das Stück einen dynamischen Jam-Charakter, bei dem die Musiker improvisieren und miteinander interagieren.[8]
8. Xosphere
Der Track bringt das Album in die entspannte Atmosphäre von Xotica zurück. Der Fokus liegt auf Prince’ Rhythmusgitarre, während er Melodieläufe und Gitarren-Licks gegen ein üppiges Synthesizer-Polster spielt. Das hallende Keyboard ist auch hier wieder präsent.[8]
9. Xpedition
Der Song ist das komplexeste und jazzorientierteste Stück des Albums; mit über acht Minuten ist es auch das längste. John Blackwell beginnt mit einem Schlagzeugbeat, bevor er von Rhonda Smith am Bass begleitet wird, die eine schnelle, sich wiederholende Bassfigur spielt. Keyboard-Elemente kommen hinzu und Prince übernimmt mit einer metallisch klingenden, unharmonischen Gitarren-Phrase die Führung. Der Song durchläuft mehrere Tempowechsel und enthält eine Reihe von Soli, darunter Violine, Saxophon, E-Piano, Orgel und Bass. Er entwickelt sich zu einem hektischen und etwas chaotischen Stück, bei dem Prince ein Gitarrensolo spielt und Blackwell für furioses Schlagzeugspiel sorgt. Mehr als jeder andere Song des Albums wird Xpedition seinem Titelnamen „Expedition“ gerecht und enthält eine Abfolge von Soli mit zuweilen nicht zueinanderpassenden musikalischen Elementen. Das Album endet mit dem Schreien eines Babys.[8]

## Titelliste und Veröffentlichungen
| 1                            | Xhalation  | 2:03 |
| 2                            | Xcogitate  | 3:33 |
| 3                            | Xemplify   | 5:53 |
| 4                            | Xpectation | 4:01 |
| 5                            | Xotica     | 3:05 |
| 6                            | Xogenous   | 4:12 |
| 7                            | Xpand      | 6:10 |
| 8                            | Xosphere   | 3:34 |
| 9                            | Xpedition  | 8:23 |
| Spieldauer: 41:01 min.       |            |      |
| Autor aller Songs ist Prince |            |      |

Die Veröffentlichung von Xpectation am 1. Januar 2003 konnte damals als überraschend bezeichnet werden, denn Prince machte im Vorfeld keine Musikpromotion für das Album, das er nur als Download für registrierte Mitglieder seiner damaligen Website NPG Music Club.com herausbrachte. Die Website wurde im Juli 2006 geschlossen.
Seit dem 3. Dezember 2015 ist Xpectation bei Tidal als kostenpflichtiger Download verfügbar, seit 2018 auch bei anderen Musikstreaming-Portalen. Auf CD oder LP erschien das Album bis heute (2025) nicht. Singles wurden nicht ausgekoppelt und Musikvideos wurden keine produziert.

## Mitwirkende

### Musiker

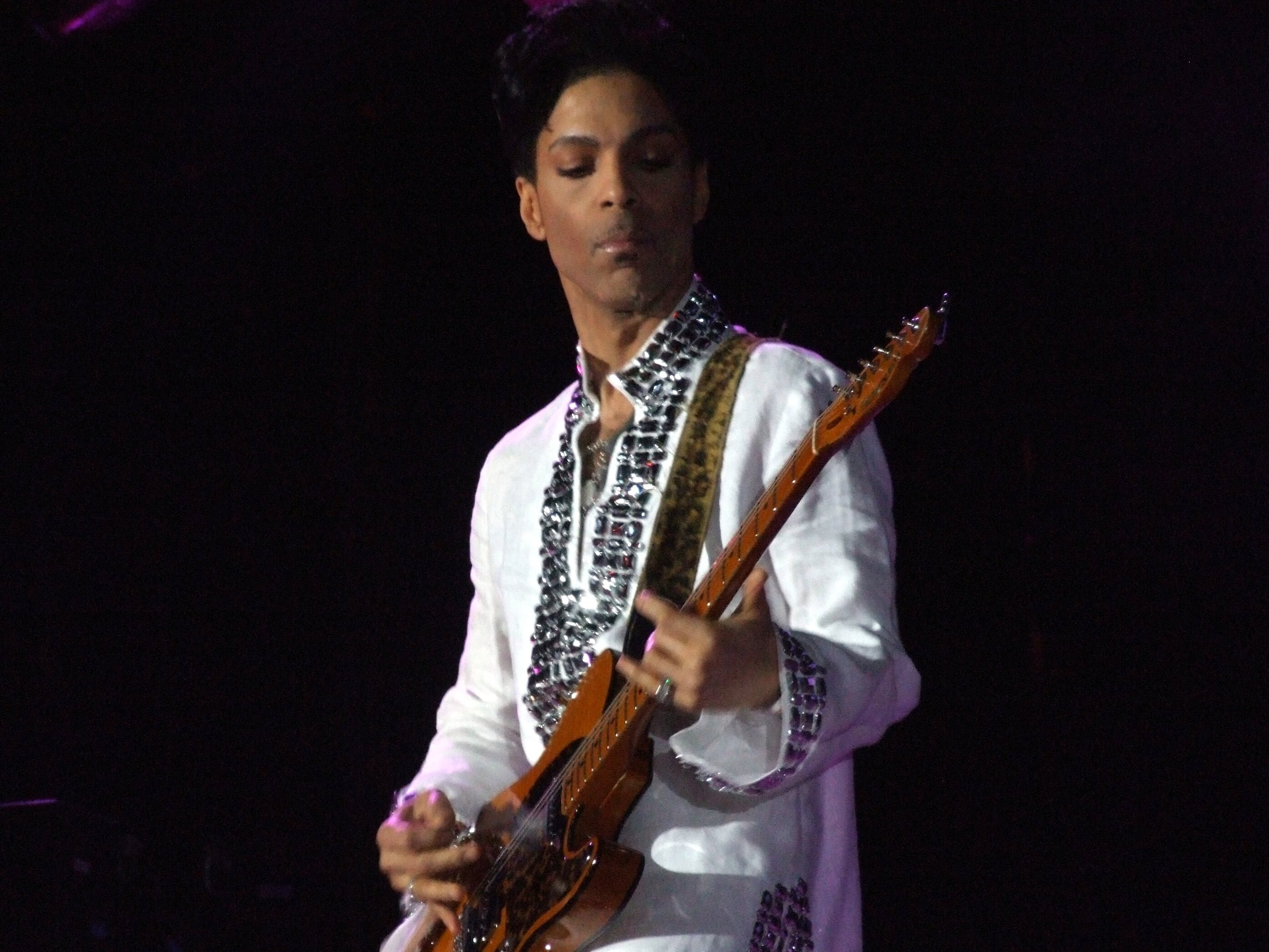
Prince, 2008

Alle Songs wurden von Prince arrangiert, komponiert, produziert und vorgetragen. Zudem spielte er alle Musikinstrumente selbst ein, wobei folgende Personen die Aufnahmen ergänzten:
- Candy Dulfer – Saxophon in Xcogitate, Xemplify, Xogenous, Xosphere, Xotica, Xpand, Xpectation, Xpedition
- John Blackwell – Schlagzeug in Xcogitate, Xemplify, Xogenous, Xosphere, Xotica, Xpand, Xpectation, Xpedition
- Rhonda Smith – E-Bass in Xcogitate, Xemplify, Xogenous,Xosphere, Xotica, Xpand, Xpectation, Xpedition
- Vanessa-Mae – Elektrische Geige in Xcogitate, Xemplify, Xhalation, Xogenous, Xosphere, Xpectation, Xpedition
- „Silence – itself“

### Technisches Personal
- Prince – Mixing, Toningenieur
- Sam Jennings – Artdirector

## Rezensionen
| Professionelle Bewertungen      | Professionelle Bewertungen                                          |
| ------------------------------- | ------------------------------------------------------------------- |
| Kritiken                        |                                                                     |
| Quelle                          | Bewertung                                                           |
| The Guardian                    | Sternsymbol · Sternsymbol · Sternsymbol · Sternsymbol · Sternsymbol |
| Wilson & Alroy’s Record Reviews | Sternsymbol · Sternsymbol · Sternsymbol · Sternsymbol · Sternsymbol |
| Rock NYC.com                    | C                                                                   |

Im Jahr 2003 war das Interesse von Massenmedien und Musikkritiker an Xpectation äußerst gering, weil das Album nicht in den freien Verkauf gelangte. Deswegen sind nur sehr wenige Rezensionen zu finden. Erst nach Prince’ Tod im April 2016 wurde es vereinzelt beurteilt und erhielt überwiegend negative Bewertungen.

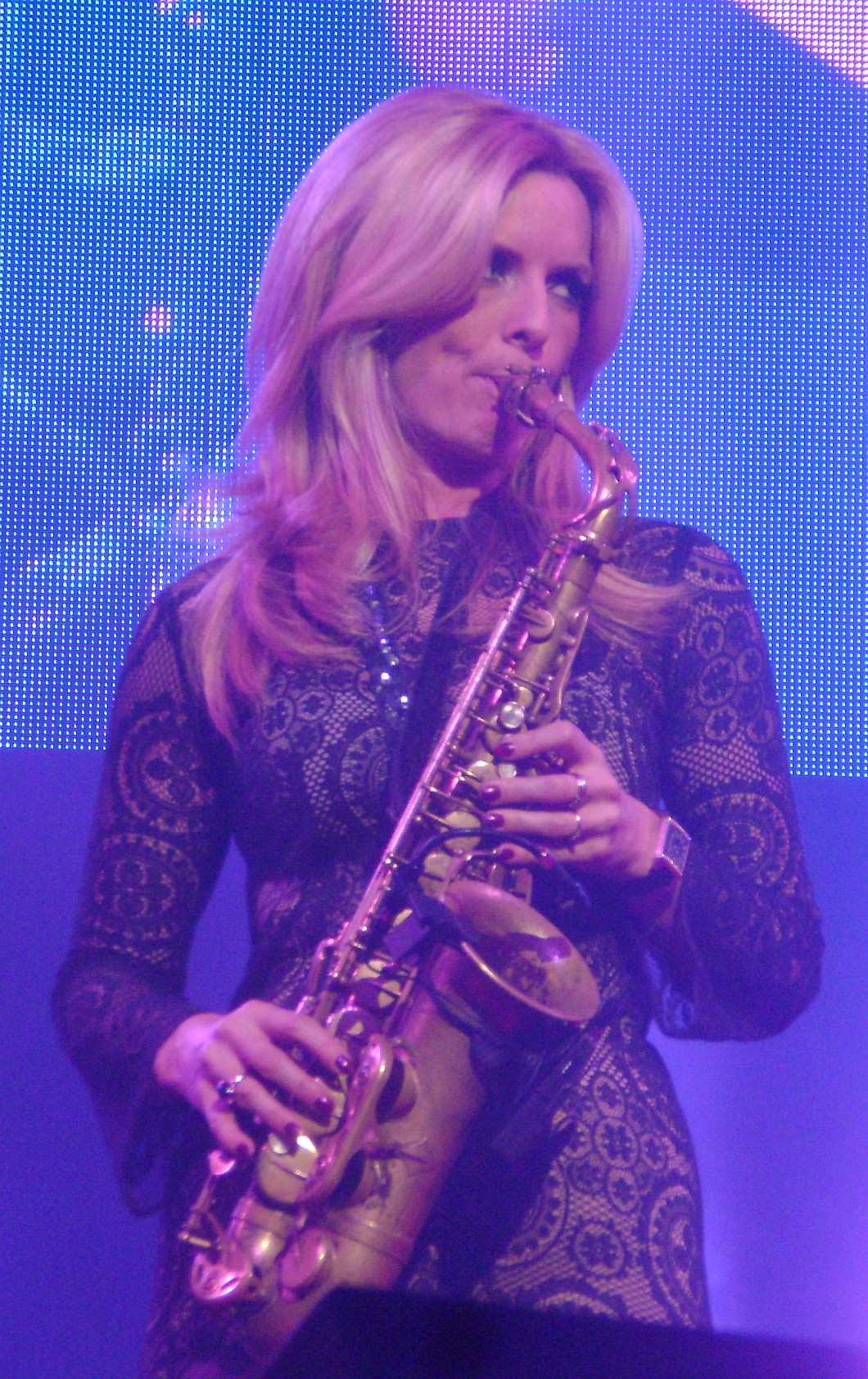
Candy Dulfer, 2009

Simon Price von The Guardian bewertete 37 Prince-Alben und setzte Xpectation auf Platz 32. Er gab drei von fünf Sternen und beschrieb das Album als „neun sanfte Instrumental-Jazzstücke“, die Prince in einer „‘eigentlich mag ich das Internet’-Stimmung“ (2010 sagte er in einem Interview, das Internet sei „vollständig vorbei“) als Download veröffentlicht habe. Deswegen sei Xpectation „viel cooler als es sein darf“, meinte Price.
Die beiden Musikkritiker David Wilson und John Alroy zeigten sich enttäuscht und gaben nur zwei von fünf Sternen. Zwar spiele Vanessa-Mae wie im Song Xcogitate „einige schöne Sachen“ und „die Rhythmusgruppe“ habe „einen bewundernswert leichten Touch“, aber Prince’ Kompositionen neigten dazu, „sehr einfach“ zu sein und wiederholten sich wie beispielsweise im Titelstück. Einige Kompositionen wie Xcogitate seien „so unbedeutend“, dass man sie „kaum noch Kompositionen“ nennen könne. Tendenziell klinge das Album besser, wenn die Musikrichtung Funk wie in Xpand vorkomme. Als Fazit schrieben Wilson und Alroy, obwohl Prince „so viele andere“ Musikgenres leichter als Jazz fielen, bleibe er nicht in seiner Komfortzone, „und das sollte etwas heißen“.
Iman Lababedi von der Website Rock NYC.com gab lediglich die Note „C“, wobei „A+“ die Bestnote ist. Prince sei mit dem Versuch gescheitert, ein Instrumental-Jazz-Album aufzunehmen. Wäre Xpectation nicht von ihm, würde man das Album nicht gezielt anhören. Zwar habe er „zweifellos die Fähigkeiten für Jazz“, setze diese auf dem Album aber nicht um. Lediglich im letzten Stück Xpedition deute Prince an, was er mit Jazz hätte machen können, „wenn er interessiert genug gewesen wäre“, schrieb Lababedi.
Al Shipley von Spin verteilte keine Note, bewertete aber auch 37 Prince-Alben und setze Xpectation auf den vorletzten Platz. Er bezeichnete den Song Xogenous als eines von „den besten Stücken“, aber das Album hebe sich „leider nur selten über das Niveau von Fahrstuhlmusik mit überqualifizierter Besetzung“, kritisierte er.
Der US-amerikanische Saxofonist Frank Griffith (* 1959) sagte jedoch, Prince’ Jazz-beeinflusste Projekte seien solide und hörenswerte Arbeiten, deren Haupteinflüsse in den 1970er Jahren lägen. Auf Xpectation könne gut gespielter Fusion-Jazz gehört werden, wobei Candy Dulfer die stärkste Solistin sei und mit Vanessa-Mae sehr gut harmoniere. Doch Ausdruck und Improvisationselemente des Albums gingen weder in die Tiefe noch seien diese hinterfragt worden, bemängelte Griffith.

## Kommerzieller Erfolg

### Chartplatzierungen
Das Album wurde in den internationalen Musikcharts nicht geführt, weil es nur über Prince’ damalige Website NPG Music Club.com käuflich zu erwerben war.

### Musikverkäufe
Xpectation wurde ungefähr 10.000 Mal verkauft.